# 6663 Tatebayashi
A 6663 Tatebayashi (ideiglenes jelöléssel 1993 CC) a Naprendszer kisbolygóövében található aszteroida. Kobajasi Takao fedezte fel 1993. február 12-én.